# Take a Chance on Me
Take a Chance on Me is een single van de Zweedse groep ABBA, afkomstig van hun album The Album uit december 1977. Het is een van de weinige hits waarin Benny Andersson en Björn Ulvaeus duidelijk hoorbaar meezingen. In januari 1978 werd het nummer op single uitgebracht. In april dat jaar volgden de VS, Canada en Japan.

## Achtergrond
De werktitel van Take a Chance on Me was Billy Boy. Het nummer wordt gezongen door Agnetha Fältskog en Anni-Frid Lyngstad, waarbij Fältskog de solo's voor haar rekening neemt. Het is een van ABBA's eerste nummers waarbij hun manager Stig Anderson niet meewerkte aan het schrijven van de teksten. Het idee voor het nummer kwam van Ulvaeus, wiens hobby hardlopen was. Tijdens het hardlopen zong hij altijd een bepaald ritme wat klonk als "tck-a-ch". Dit veranderde uiteindelijk in "take-a-chance", waarbij de teksten werden bedacht.
De plaat werd een wereldwijde hit. In Oostenrijk, Ierland en het Verenigd Koninkrijk werd de nummer 1-positie bereikt. In de VS en Canada werd de 3e positie bereikt, in Australië de 12e en Nieuw-Zeeland de 14e. In thuisland Zweden werd geen notering behaald.
In Nederland werd de plaat op zaterdag 21 januari 1978 verkozen tot de 357e Troetelschijf van de week op Hilversum 3 en werd een gigantische hit in de op dat moment twee hitlijsten op de nationale publieke popzender. De plaat bereikte de nummer 1-positie in zowel de Nederlandse Top 40 als de Nationale Hitparade. In de pan Europese hitlijst op Hilversum 3, de TROS Europarade, werd eveneens de nummer 1-positie behaald.
Ook in België bereikte de plaat de nummer 1-positie in zowel de voorloper van de Vlaamse Ultratop 50 als de Vlaamse Radio 2 Top 30. In Wallonië werd géén notering behaald.

## Hitnoteringen

### Nederlandse Top 40
| Take a Chance on Me in de Nederlandse Top 40 binnen: 28 januari 1978 | Take a Chance on Me in de Nederlandse Top 40 binnen: 28 januari 1978 | Take a Chance on Me in de Nederlandse Top 40 binnen: 28 januari 1978 | Take a Chance on Me in de Nederlandse Top 40 binnen: 28 januari 1978 | Take a Chance on Me in de Nederlandse Top 40 binnen: 28 januari 1978 | Take a Chance on Me in de Nederlandse Top 40 binnen: 28 januari 1978 | Take a Chance on Me in de Nederlandse Top 40 binnen: 28 januari 1978 | Take a Chance on Me in de Nederlandse Top 40 binnen: 28 januari 1978 | Take a Chance on Me in de Nederlandse Top 40 binnen: 28 januari 1978 | Take a Chance on Me in de Nederlandse Top 40 binnen: 28 januari 1978 | Take a Chance on Me in de Nederlandse Top 40 binnen: 28 januari 1978 |
| Week                                                                 | 1                                                                    | 2                                                                    | 3                                                                    | 4                                                                    | 5                                                                    | 6                                                                    | 7                                                                    | 8                                                                    | 9                                                                    |                                                                      |
| -------------------------------------------------------------------- | -------------------------------------------------------------------- | -------------------------------------------------------------------- | -------------------------------------------------------------------- | -------------------------------------------------------------------- | -------------------------------------------------------------------- | -------------------------------------------------------------------- | -------------------------------------------------------------------- | -------------------------------------------------------------------- | -------------------------------------------------------------------- | -------------------------------------------------------------------- |
| Nummer                                                               | 15                                                                   | 8                                                                    | 6                                                                    | 2                                                                    | 2                                                                    | 8                                                                    | 15                                                                   | 24                                                                   | 38                                                                   | uit                                                                  |

### Nationale Hitparade
| Take a Chance on Me in de Nationale Hitparade binnen: 4 februari 1978 | Take a Chance on Me in de Nationale Hitparade binnen: 4 februari 1978 | Take a Chance on Me in de Nationale Hitparade binnen: 4 februari 1978 | Take a Chance on Me in de Nationale Hitparade binnen: 4 februari 1978 | Take a Chance on Me in de Nationale Hitparade binnen: 4 februari 1978 | Take a Chance on Me in de Nationale Hitparade binnen: 4 februari 1978 | Take a Chance on Me in de Nationale Hitparade binnen: 4 februari 1978 | Take a Chance on Me in de Nationale Hitparade binnen: 4 februari 1978 | Take a Chance on Me in de Nationale Hitparade binnen: 4 februari 1978 | Take a Chance on Me in de Nationale Hitparade binnen: 4 februari 1978 | Take a Chance on Me in de Nationale Hitparade binnen: 4 februari 1978 |
| Week                                                                  | 1                                                                     | 2                                                                     | 3                                                                     | 4                                                                     | 5                                                                     | 6                                                                     | 7                                                                     | 8                                                                     | 9                                                                     |                                                                       |
| --------------------------------------------------------------------- | --------------------------------------------------------------------- | --------------------------------------------------------------------- | --------------------------------------------------------------------- | --------------------------------------------------------------------- | --------------------------------------------------------------------- | --------------------------------------------------------------------- | --------------------------------------------------------------------- | --------------------------------------------------------------------- | --------------------------------------------------------------------- | --------------------------------------------------------------------- |
| Nummer                                                                | 15                                                                    | 3                                                                     | 2                                                                     | 2                                                                     | 3                                                                     | 12                                                                    | 13                                                                    | 16                                                                    | 23                                                                    | uit                                                                   |

### TROS Europarade
Hitnotering: 09-92-1978 t/m 27-04-1978. Hoogste notering: #1 (4 weken).

### Evergreen Top 1000
| Evergreen Top 1000 "Take A Chance On Me" | Evergreen Top 1000 "Take A Chance On Me" | Evergreen Top 1000 "Take A Chance On Me" | Evergreen Top 1000 "Take A Chance On Me" | Evergreen Top 1000 "Take A Chance On Me" | Evergreen Top 1000 "Take A Chance On Me" | Evergreen Top 1000 "Take A Chance On Me" | Evergreen Top 1000 "Take A Chance On Me" | Evergreen Top 1000 "Take A Chance On Me" | Evergreen Top 1000 "Take A Chance On Me" | Evergreen Top 1000 "Take A Chance On Me" | Evergreen Top 1000 "Take A Chance On Me" |
| Jaar                                     | 2008                                     | 2009                                     | 2010                                     | 2011                                     | 2012                                     | 2013                                     | 2014                                     | 2015                                     | 2016                                     | 2017                                     | 2018                                     |
| ---------------------------------------- | ---------------------------------------- | ---------------------------------------- | ---------------------------------------- | ---------------------------------------- | ---------------------------------------- | ---------------------------------------- | ---------------------------------------- | ---------------------------------------- | ---------------------------------------- | ---------------------------------------- | ---------------------------------------- |
| Positie                                  | -                                        | -                                        | -                                        | -                                        | 919                                      | 724                                      | 693                                      | 1000                                     | -                                        | -                                        | 916                                      |

### NPO Radio 2 Top 2000
| Nummer met noteringen in de NPO Radio 2 Top 2000 | '00 | '01 | '02  | '03  | '04  | '05  | '06  | '07  | '08  | '09  | '10  | '11  | '12  | '13  | '14  | '15  | '16  | '17  | '18 | '19 | '20 | '21 | '22 | '23 | '24 |
| ------------------------------------------------ | --- | --- | ---- | ---- | ---- | ---- | ---- | ---- | ---- | ---- | ---- | ---- | ---- | ---- | ---- | ---- | ---- | ---- | --- | --- | --- | --- | --- | --- | --- |
| Take a Chance on Me                              | 694 | 610 | 1005 | 1257 | 1039 | 1218 | 1294 | 1153 | 1152 | 1397 | 1257 | 1557 | 1334 | 1523 | 1508 | 1397 | 1114 | 1088 | 869 | 805 | 815 | 639 | 636 | 601 | 730 |

1. ↑  Een vetgedrukt getal geeft de hoogste notering aan.
2. ↑  2000 was het eerste jaar met een notering voor dit nummer.

## Trivia
- Take a Chance on Me is het favoriete ABBA-nummer van Elton John.
- Het nummer is onderdeel van de musical Mamma Mia!. Hierin wordt het nummer gezongen door Rosie, die in Bill een soulmate heeft gevonden. Ook Bill zelf zingt mee. In de verfilming van de musical wordt het nummer gezongen door Julie Walters (Rosie) en Stellan Skarsgård (Bill).
- Take a Chance on Me is gebruikt als campagnenummer van John McCain voor de Amerikaanse presidentsverkiezingen 2008. Het was een van de favoriete nummers van McCain.